# Ferrera (Svizzera)
Ferrera (toponimo tedesco e italiano; in romancio Farera) è un comune svizzero di 77 abitanti del Canton Grigioni, nella regione Viamala.

## Geografia fisica

### Territorio
Il comune è situato nella Val Ferrera, dove scorre il Reno di Ferrera (in romancio Ragn da Ferrera). Tra le cime più elevate comprese nel territorio comunale figurano il Piz Grisch (3 062 m s.l.m.), tra Ausserferrera e Innerferrera, e il Piz Timun o Pizzo d'Emet (3 209 m s.l.m.), posto sul confine italiano con Madesimo e Piuro, nella frazione Starlera. Nel territorio comunale sono inoltre comprese le dighe di Innerferrera e della Valle di Lei (sul Reno di Lei) e la parte terminale dell'omonima vallata, appartenente principalmente al comune di Piuro.

### Clima
La regione gode d'un buon soleggiamento con un numero moderato di precipitazioni annue.

## Origini del nome
Il nome Ferrera deriva dal termine latino ferraria che significa "miniera di ferro": l'attività mineraria ha caratterizzato la storia della valle.

## Storia
Il comune di Ferrera è stato istituito il 1º gennaio 2008 con la fusione dei comuni soppressi di Ausserferrera e Innerferrera (il quale a sua volta era stato istituito nel 1837 per scorporo da Ausserferrera); capoluogo comunale è Ausserferrera.

### Stemma
Lo stemma del comune unisce le caratteristiche degli stemmi dei due comuni precedenti, Ausserferrera e Innerferrera, e rappresenta la tradizione mineraria: lo sfondo è bianco nella parte superiore e nero in quella inferiore, delimitati diagonalmente dai contorni della piccozza.

Stemma di Innerferrera con sfondo nero
Stemma di Ausserferrera con sfondo bianco

## Società

### Evoluzione demografica
L'evoluzione demografica è riportata nella seguente tabella:
Abitanti censiti

### Lingue e dialetti
Fino agli inizi degli anni 1940 la Val Ferrera era prevalentemente di lingua romancia, nella variante sottosilvana (sutsilvan); in seguito si è assistito a una graduale germanizzazione degli abitanti.
| Lingue a Ferrera | Lingue a Ferrera | Lingue a Ferrera | Lingue a Ferrera | Lingue a Ferrera | Lingue a Ferrera | Lingue a Ferrera |
| ---------------- | ---------------- | ---------------- | ---------------- | ---------------- | ---------------- | ---------------- |
| Lingue           | Censimento 1980  | Censimento 1980  | Censimento 1990  | Censimento 1990  | Censimento 2000  | Censimento 2000  |
| Lingue           | Abitanti         | Percentuale      | Abitanti         | Percentuale      | Abitanti         | Percentuale      |
| Tedesco          | 79               | 70,54 %          | 75               | 76,53 %          | 90               | 95,75 %          |
| Romancio         | 33               | 29,46 %          | 21               | 21,43 %          | 3                | 3,19 %           |
| Italiano         | 0                | 0,00 %           | 2                | 2,04 %           | 1                | 1,06 %           |
| Totale           | 112              | 100 %            | 98               | 100 %            | 94               | 100 %            |

## Geografia antropica

### Frazioni
Le frazioni di Ferrera sono:
- Ausserferrera[3]
  - Cresta
- Innerferrera[8][9]
  - Starlera

## Infrastrutture e trasporti
Ferrera dista 22 km dalla stazione ferroviaria di Thusis, 3,5 km dall'uscita autostradale di Rofla-Avers, sulla A13/E43, e 46 km da Coira.